# Universitario de Cantabria Rugby Club

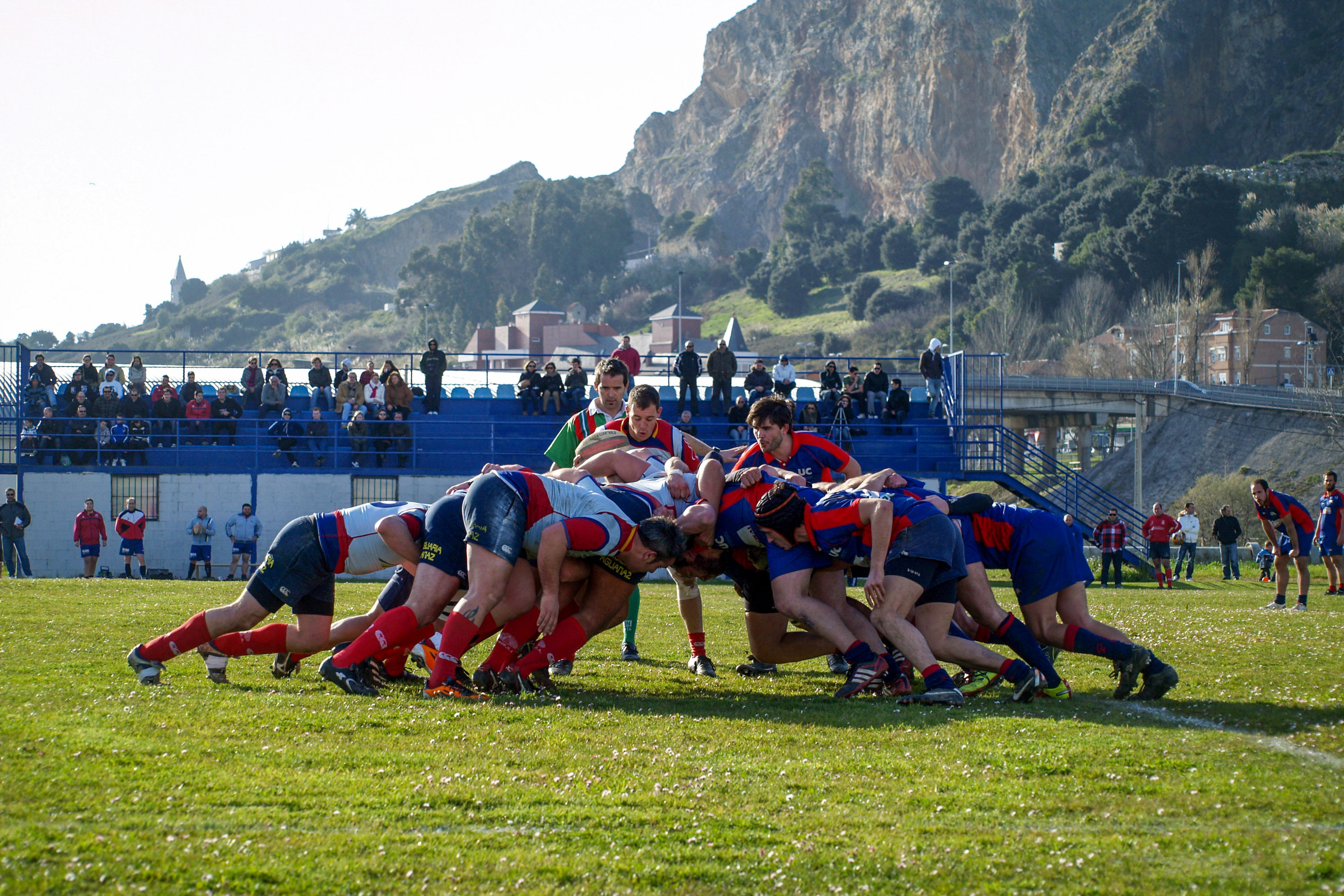
Melé durante un encuentro del Universitario Rugby Club

El Universitario de Cantabria Rugby Club es un club de rugby de Santander, Cantabria (España). Actualmente cuenta con equipos sénior masculino y femenino, que compiten en la Liga Norte, así como escuela y veteranos.

## Historia
Los comienzos del rugby universitario de Cantabria comenzaron bajo la disciplina de la Universidad de Valladolid, a la que pertenecían las escuelas y facultades de Santander antes de la creación de la Universidad de Cantabria en 1972, con encuentros entre la Facultad de Ciencias y la Escuela de Caminos. 
En 1983 Javier Cuevas funda el Universitario Rugby Club, y a finales de los años 1990 el equipo ascendió a Primera Nacional, la segunda categoría nacional.

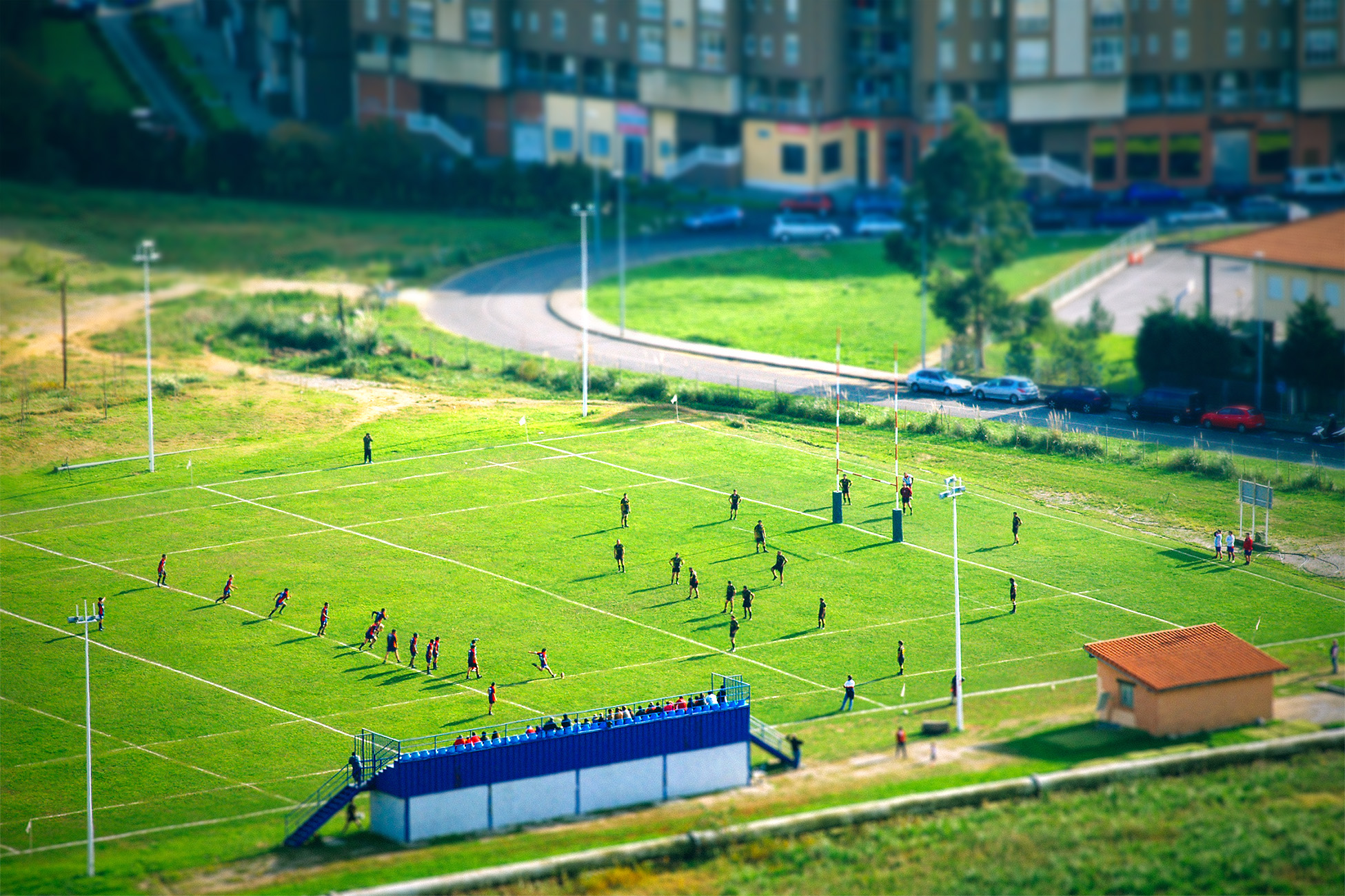
Campo de rugby del IES A.G. Linares (Santander)

Debido al coste económico de participar en dicha división, el club firma convenios en los siguientes años con la Universidad de Cantabria y el IES Augusto González de Linares. Gracias a ello, el 18 de mayo de 2002 se inauguró el campo de rugby del instituto, en el jugaron sus partidos el los equipos de la Universidad de Cantabria, de la Escuela del IES Augusto González de Linares y del veteranos de Cantabria. Durante los años 90 también contó con una categoría femenina, entrenada por Nieves Simó.

## Historial
- 4 temporadas en Primera Nacional: 1983-84, 1997-98, 1998-99 y 2013-14.
- 1 temporada en Segunda División: 1982-83.
- Campeón de la Liga Regional de Cantabria: 1989-90, 1992-93, 1994-95, 1995-96, 1996-97 y 1999-2000